# آيتور إمبيلا
آيتور إمبيلا خيل (بالإسبانية: Aitor Embela)‏ (مواليد 17 إبريل 1996) هو لاعب كرة قدم غيني استوائي في مركز حراسة المرمى ويلعب لصالح نادي مالقا (فريق الشباب) الأسباني.

## الحياة الشخصية
والد آيتور، خوسيه مانول، كان أيضًا لاعب كرة قدم في مركز الهجوم، وظهر بصورة رئيسية في دوري الدرجة الثالثة الأسباني قبل أن يصبح مدربًا.

## الإحصائيات

### المنتخب
آخر تحديث 8 يناير 2015.
| غينيا الاستوائية | غينيا الاستوائية | غينيا الاستوائية |
| السنة            | الظهور           | الأهداف          |
| ---------------- | ---------------- | ---------------- |
| 2015             | 1                | 0                |
| الإجمالي         | 1                | 0                |

## وصلات خارجية
- آيتور إمبيلا على موقع الاتحاد الدولي (مؤرشف)  (الإنجليزية)
- آيتور إمبيلا على موقع قاعدة بيانات كرة القدم.إي يو (الإنجليزية)
- آيتور إمبيلا على موقع ناشيونال فوتبول تيمز (الإنجليزية)
- آيتور إمبيلا على موقع Soccerbase.com (لاعب) (الإنجليزية)
- آيتور إمبيلا على موقع Soccerway.com (الإنجليزية)
- آيتور إمبيلا على موقع AS.com (الإسبانية)
- صفحة اللاعب على سوكر واي